# 天主教费萨拉巴德教区
天主教費薩拉巴德教區（拉丁語：Dioecesis Hyderabadensis in Pakistan）是羅馬天主教會以巴基斯坦第三大城市費薩拉巴德為中心的一個主教區，屬拉合爾總教區。教區管轄旁遮普省中部。
2006年有教友140,102名，佔轄區總人口僅百分之0.4。由39名司鐸名管理20個堂區。現任教區主教為因德里亞斯·雷赫默特。
1960年4月13日自木爾坦教區分出，建立萊亞爾普爾教區。1977年7月1日易名至今。